# Lydia Jele
Lydia Casey Jele, nata Mashila (Gaborone, 22 giugno 1990), è una velocista botswana, specializzata in particolare nei 400 metri piani.

## Progressione

### 400 metri piani
| Stagione | Tempo | Luogo       | Data      | Rank. Mond. |
| -------- | ----- | ----------- | --------- | ----------- |
| 2017     | 50"32 | Pretoria    | 25-3-2017 | 12ª         |
| 2016     | 51"50 | Gaborone    | 10-4-2016 | 46ª         |
| 2015     | 52"57 | Brazzaville | 14-9-2015 | 146ª        |
| 2014     | 52"81 | Gaborone    | 3-5-2014  | 160ª        |
| 2013     | 52"81 | Alcobendas  | 27-7-2013 | 165ª        |
| 2012     | 52"65 | Porto-Novo  | 27-6-2012 | 155ª        |

## Palmarès
| Anno | Manifestazione          | Sede           | Evento        | Risultato        | Prestazione | Note                                     |
| ---- | ----------------------- | -------------- | ------------- | ---------------- | ----------- | ---------------------------------------- |
| 2010 | Giochi del Commonwealth | Delhi          | 4×400 m       | 6ª               | 3'38"44     |                                          |
| 2011 | Universiadi             | Shenzhen       | 200 m piani   | Quarti di finale | 24"77       |                                          |
| 2011 | Universiadi             | Shenzhen       | 400 m piani   | Semifinale       | 55"06       |                                          |
| 2011 | Giochi panafricani      | Maputo         | 400 m piani   | Batteria         | 57"68       |                                          |
| 2012 | Campionati africani     | Porto-Novo     | 400 m piani   | Semifinale       | 53"60       |                                          |
| 2012 | Campionati africani     | Porto-Novo     | 4×400 m       | Argento          | 3'31"27     | Record nazionale                         |
| 2013 | Universiadi             | Kazan'         | 400 m piani   | Semifinale       | 53"57       |                                          |
| 2013 | Mondiali                | Mosca          | 4×400 m       | Batteria         | 3'38"96     |                                          |
| 2014 | Campionati africani     | Marrakech      | 200 m piani   | 7ª               | 23"77       |                                          |
| 2014 | Campionati africani     | Marrakech      | 400 m piani   | Batteria         | 53"37       |                                          |
| 2014 | Campionati africani     | Marrakech      | 4×400 m       | Bronzo           | 3'40"28     |                                          |
| 2015 | World Relays            | Nassau         | 4×400 m       | 13ª              | 3'35"76     | Miglior prestazione personale stagionale |
| 2015 | Giochi panafricani      | Brazzaville    | 400 m piani   | 8ª               | 53"85       |                                          |
| 2015 | Giochi panafricani      | Brazzaville    | 4×400 m       | Argento          | 3'32"84     |                                          |
| 2016 | Campionati africani     | Durban         | 400 m piani   | 4ª               | 52"41       |                                          |
| 2016 | Campionati africani     | Durban         | 4×100 m       | 5ª               | 46"10       | Record nazionale                         |
| 2016 | Campionati africani     | Durban         | 4×400 m       | 4ª               | 3'31"54     |                                          |
| 2016 | Giochi olimpici         | Rio de Janeiro | 400 m piani   | Batteria         | 52"24       |                                          |
| 2017 | World Relays            | Nassau         | 4×400 m       | 6ª               | 3'30"13     | Record nazionale                         |
| 2017 | Mondiali                | Londra         | 400 m piani   | Semifinale       | 51"57       |                                          |
| 2017 | Mondiali                | Londra         | 4×400 m       | 7ª               | 3'28"00     |                                          |
| 2022 | Campionati africani     | Saint Pierre   | 400 m piani   | 6ª               | 53"58       |                                          |
| 2022 | Campionati africani     | Saint Pierre   | 4×400 m       | 4ª               | 3'36"96     |                                          |
| 2022 | Giochi del Commonwealth | Birmingham     | 400 m piani   | Semifinale       | 55"09       |                                          |
| 2022 | Giochi del Commonwealth | Birmingham     | 4×400 m       | 7ª               | 3'41"14     |                                          |
| 2023 | Mondiali                | Budapest       | 4×400 m       | Batteria         | 3'31"85     |                                          |
| 2024 | Giochi panafricani      | Accra          | 400 m piani   | 7ª               | 53"05       |                                          |
| 2024 | Giochi panafricani      | Accra          | 4x400 m       | Bronzo           | 3'33"34     |                                          |
| 2024 | Giochi panafricani      | Accra          | 4x400 m mista | Argento          | 3'13"99     | Record nazionale                         |
| 2024 | World Relays            | Nassau         | 4×400 m mista | Batteria         | 3'18"84     |                                          |
| 2024 | Campionati africani     | Douala         | 400 m piani   | 5ª               | 52"72       |                                          |
| 2024 | Campionati africani     | Douala         | 4x400 m       | 4ª               | 3'33"13     |                                          |